# Боасјер (Гар)
Боасјер (фр. Boissières) насеље је и општина у јужној Француској у региону Лангдок-Русијон, у департману Гар која припада префектури Ним.
По подацима из 2011. године у општини је живело 533 становника, а густина насељености је износила 160,06 становника/km². Општина се простире на површини од 3,33 km². Налази се на средњој надморској висини од 60 метара (максималној 102 m, а минималној 28 m).

## Демографија
| 1962. | 1968. | 1975. | 1982. | 1990. | 1999. | 2011. |
| ----- | ----- | ----- | ----- | ----- | ----- | ----- |
| 133   | 154   | 145   | 305   | 420   | 481   | 533   |

График промене броја становника у току последњих година